# Nejvyšší hory evropských zemí

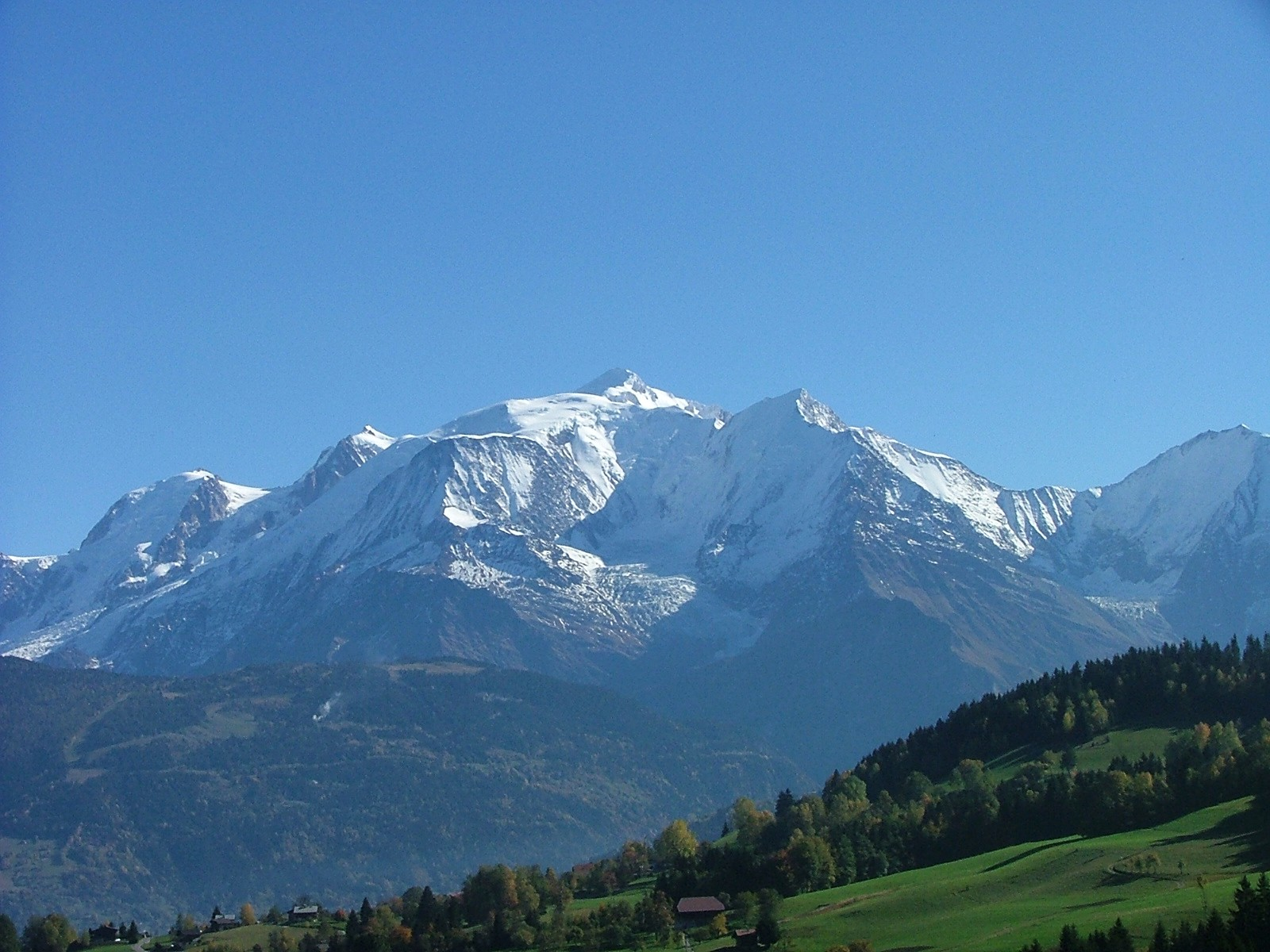
1. 1 Mont Blanc (Francie/Itálie)

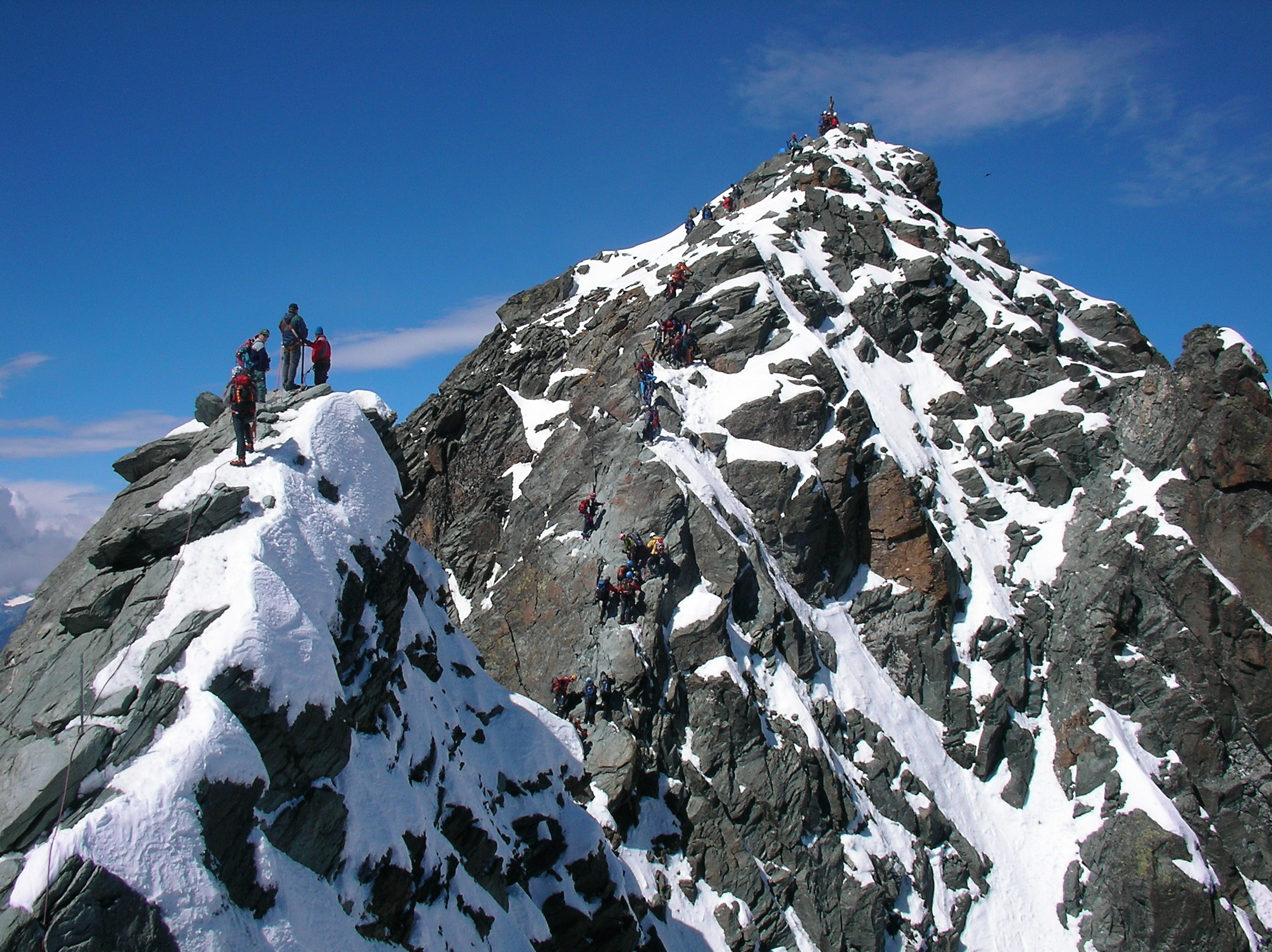
1. 4 Grossglockner (Rakousko)

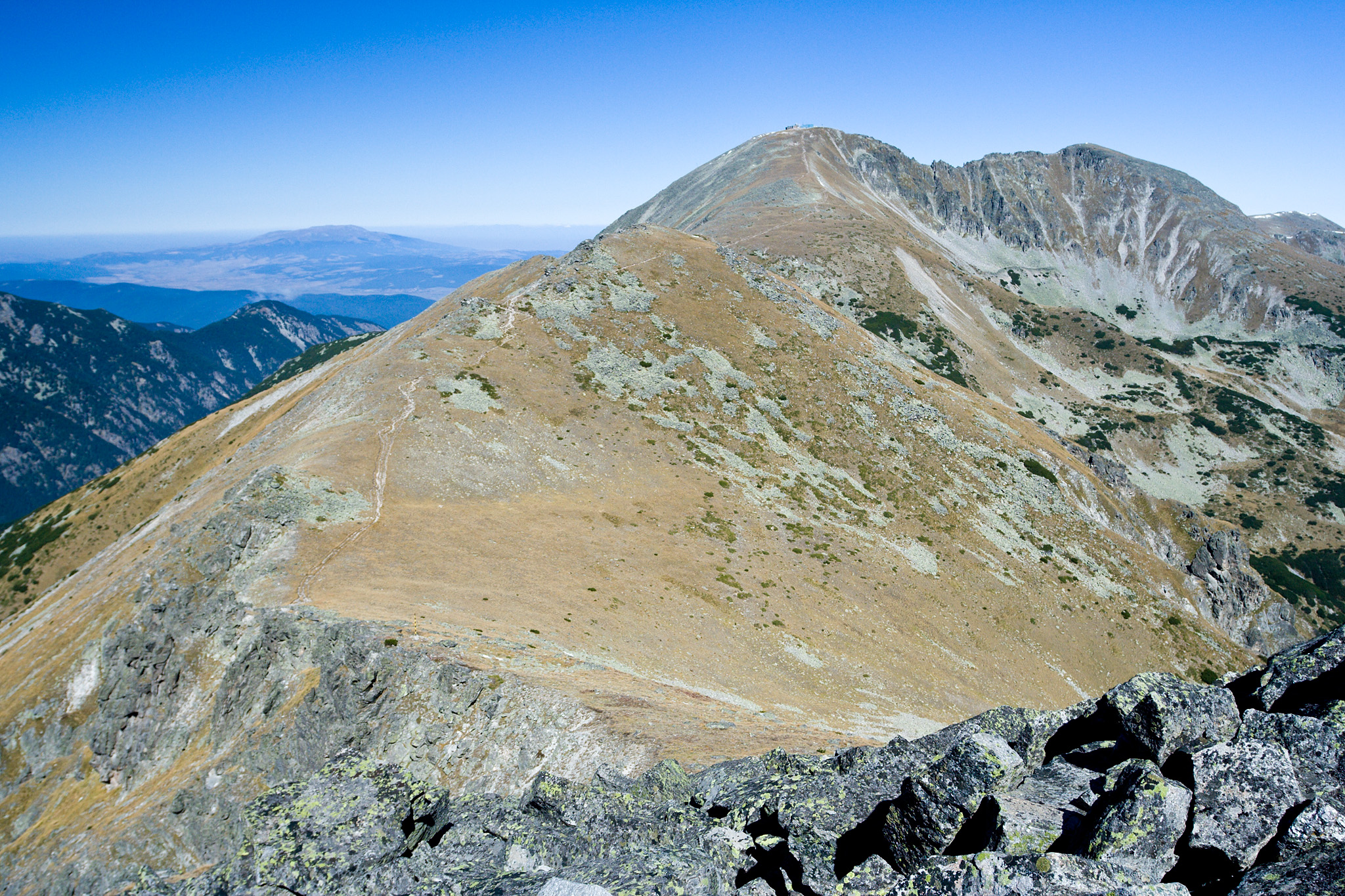
1. 8 Musala (Bulharsko)

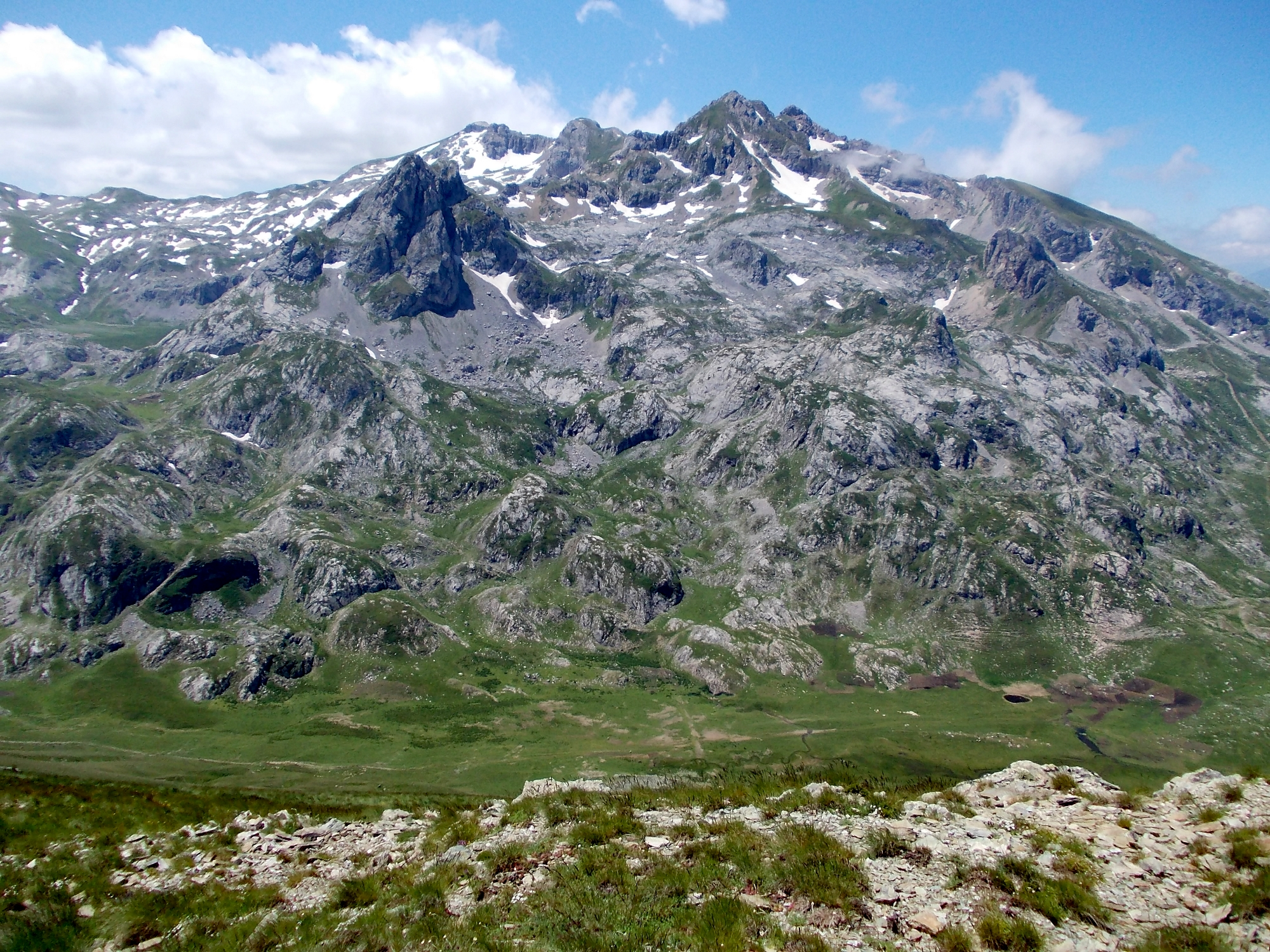
1. 11 Velký Korab (Albánie/Severní Makedonie)

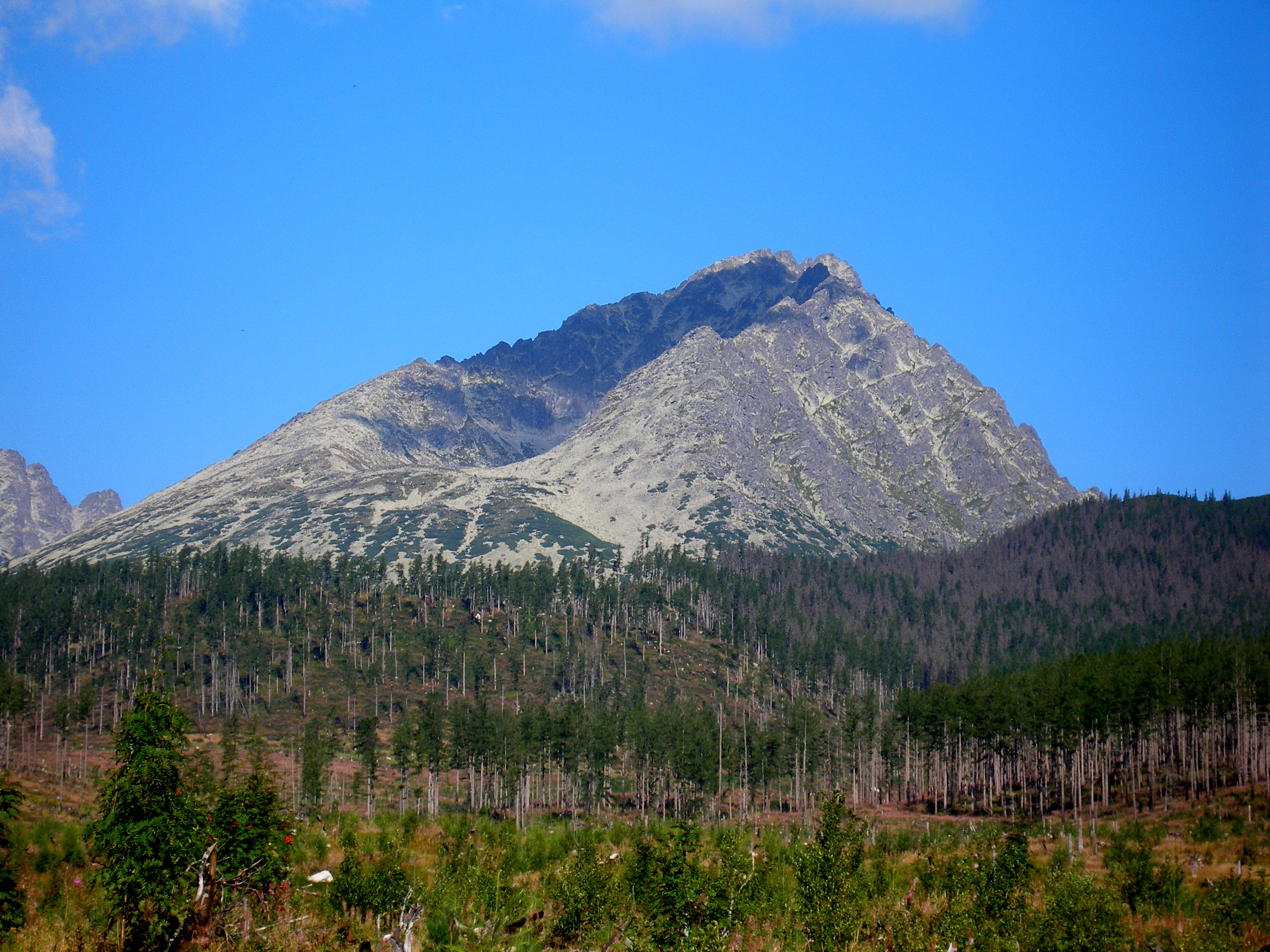
1. 13 Gerlachovský štít (Slovensko)

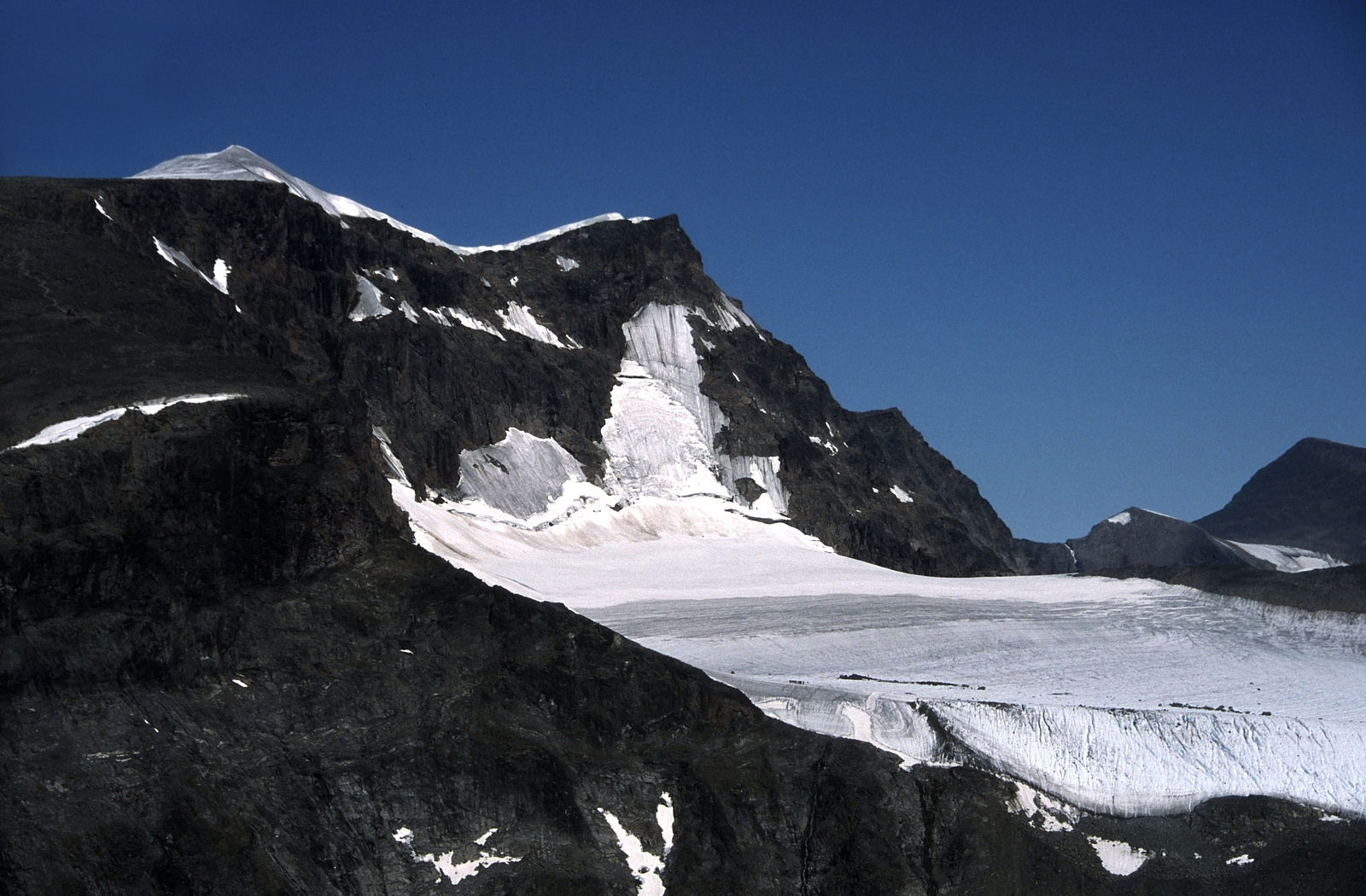
1. 22 Kebnekaise (Švédsko)

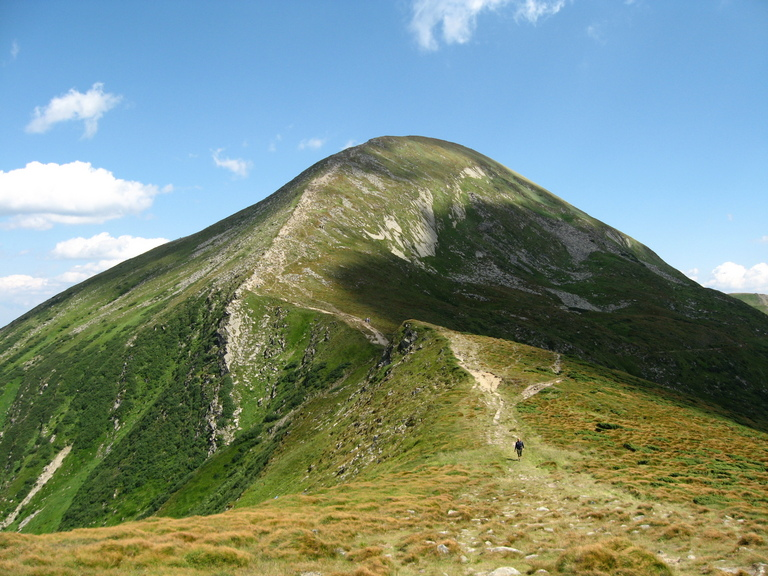
1. 23 Hoverla (Ukrajina)

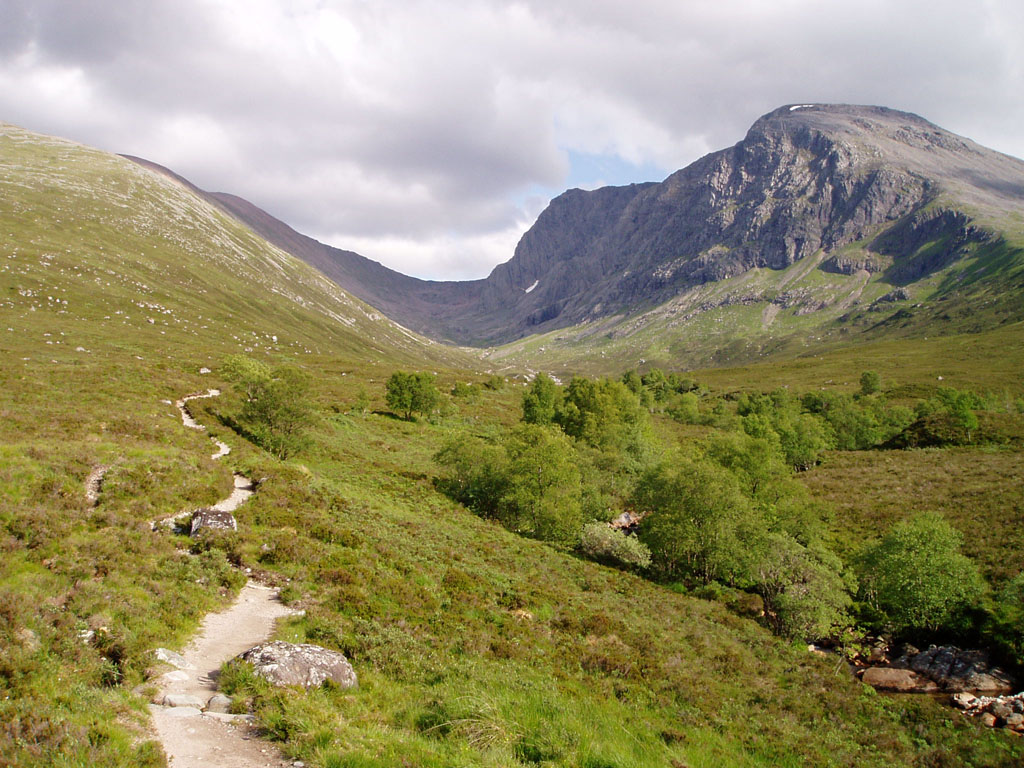
1. 28 Ben Nevis (Skotsko)

Seznam nejvyšších hor evropských zemí obsahuje seznam nejvyšších hor jednotlivých evropských zemí, seřazených podle nadmořské výšky.
Kritéria použitá pro zařazení do seznamu jsou následující:
- U zemí, které leží v Evropě i v Asii (Rusko a Turecko) je zahrnuta nejvyšší hora ležící v evropské části dané země.
- U zemí, jejichž nejvyšší bod se nachází na autonomním území (Dánsko/Grónsko, Nizozemsko/Saba, Portugalsko/Azory, Španělsko/Kanárské ostrovy), se počítá nejvyšší bod v kontinentální Evropě, mj. proto, že většina autonomních území neleží geograficky v Evropě (Grónsko a Saba jsou součástí Severní Ameriky, Kanárské ostrovy zase Afriky).
- Nejvyšší hory asijských zemí Arménie, Ázerbájdžánu, Gruzie, Kazachstánu a Kypru, které se někdy zařazují mezi evropské (viz Hranice mezi Evropou a Asií), v seznamu nejsou.
- Nejvyšší hory území se sporným postavením (Kosovo a Podněstří) v seznamu také nejsou.

Podle hranic kontinentů jak je určuje fyzická geografie, je největší horou v Evropě hora Elbrus.
| Země                | Výška  | #  | Vrchol              | Souřadnice                       | Pohoří, poznámka                                                       |
| ------------------- | ------ | -- | ------------------- | -------------------------------- | ---------------------------------------------------------------------- |
| Francie             | 4808 m | 1  | Mont Blanc          | 45°49′57″ s. š., 6°51′52″ v. d.  | Alpy                                                                   |
| Itálie              | 4808 m | 1  | Mont Blanc          | 45°49′57″ s. š., 6°51′52″ v. d.  | Alpy                                                                   |
| Švýcarsko           | 4634 m | 3  | Dufourspitze        | 45°56′13″ s. š., 7°52′04″ v. d.  | Alpy                                                                   |
| Rakousko            | 3798 m | 4  | Großglockner        | 47°04′30″ s. š., 12°41′43″ v. d. | Alpy                                                                   |
| Španělsko           | 3479 m | 5  | Mulhacén            | 37°03′15″ s. š., 3°18′38″ z. d.  | Sierra Nevada, nejvyšší hora Tenerife je Pico del Teide (3715 m n. m.) |
| Německo             | 2962 m | 6  | Zugspitze           | 47°25′16″ s. š., 10°59′11″ v. d. | Alpy                                                                   |
| Andorra             | 2942 m | 7  | Coma Pedrosa        | 42°35′26″ s. š., 1°26′41″ v. d.  | Pyreneje                                                               |
| Bulharsko           | 2925 m | 8  | Musala              | 42°10′45″ s. š., 23°35′07″ v. d. | Rila, nejvyšší hora celého Balkánu                                     |
| Řecko               | 2917 m | 9  | Mytikas             | 40°05′08″ s. š., 22°21′31″ v. d. | Olymp                                                                  |
| Slovinsko           | 2864 m | 10 | Triglav             | 46°22′43″ s. š., 13°50′12″ v. d. | Alpy                                                                   |
| Albánie             | 2764 m | 11 | Velký Korab         | 41°47′25″ s. š., 20°32′48″ v. d. | Korab                                                                  |
| Severní Makedonie   | 2764 m | 11 | Velký Korab         | 41°47′25″ s. š., 20°32′48″ v. d. | Korab                                                                  |
| Slovensko           | 2654 m | 13 | Gerlachovský štít   | 49°09′50″ s. š., 20°08′03″ v. d. | Vysoké Tatry                                                           |
| Lichtenštejnsko     | 2599 m | 14 | Grauspitz           | 47°03′09″ s. š., 9°34′42″ v. d.  | Alpy                                                                   |
| Rumunsko            | 2544 m | 15 | Moldoveanu          | 45°35′58″ s. š., 24°44′10″ v. d. | Fagarašské hory                                                        |
| Černá Hora          | 2534 m | 16 | Zla Kolata          | 42°29′11″ s. š., 19°53′32″ v. d. | Dinárské hory                                                          |
| Polsko              | 2499 m | 17 | Rysy                | 49°10′46″ s. š., 20°05′17″ v. d. | Vysoké Tatry, hlavní vrchol je na území Slovenska (2503 m n. m.)       |
| Norsko              | 2469 m | 18 | Galdhøpiggen        | 61°38′11″ s. š., 8°18′45″ v. d.  | Skandinávské pohoří                                                    |
| Bosna a Hercegovina | 2386 m | 19 | Bosanski Maglić     | 43°16′43″ s. š., 18°44′00″ v. d. | Dinárské hory                                                          |
| Srbsko              | 2169 m | 20 | Midžur              | 43°22′48″ s. š., 22°40′12″ v. d. | Stara planina, nejvyšší hora Kosova je Gjeravica (2656 m n. m.)        |
| Island              | 2110 m | 21 | Hvannadalshnjúkur   | 64°00′57″ s. š., 16°40′29″ z. d. | Öræfajökull                                                            |
| Švédsko             | 2097 m | 22 | Kebnekaise          | 67°53′00″ s. š., 18°33′00″ v. d. | Skandinávské pohoří                                                    |
| Ukrajina            | 2061 m | 23 | Hoverla             | 48°09′36″ s. š., 24°30′01″ v. d. | Čornohora                                                              |
| Portugalsko         | 1993 m | 24 | Torre               | 40°19′19″ s. š., 7°36′47″ z. d.  | Serra da Estrela, nejvyšší hora Azor je Ponta do Pico (2351 m n. m.)   |
| Rusko               | 1895 m | 25 | Narodnaja           | 65°02′10″ s. š., 60°06′45″ v. d. | Ural, podle jiné hranice Evropy Elbrus (5642 m n. m.)                  |
| Chorvatsko          | 1831 m | 26 | Sinjal              | 44°03′49″ s. š., 16°23′05″ v. d. | Dinárské hory                                                          |
| Česko               | 1603 m | 27 | Sněžka              | 50°44′10″ s. š., 15°44′25″ v. d. | Krkonoše                                                               |
| Spojené království  | 1344 m | 28 | Ben Nevis           | 56°47′52″ s. š., 5°00′10″ z. d.  | Skotská vysočina                                                       |
| Finsko              | 1324 m | 29 | Halti               | 69°19′22″ s. š., 21°16′46″ v. d. | Skandinávské pohoří, vrchol hory je na území Norska (1365 m n. m.)     |
| Irsko               | 1041 m | 30 | Carrauntoohil       | 51°59′56″ s. š., 9°44′34″ z. d.  | Macgillycuddy's Reeks                                                  |
| Turecko             | 1031 m | 31 | Mahya Dağı          | 41°46′59″ s. š., 27°37′06″ v. d. | Strandža, nejvyšší hora asijské části je Ararat (5137 m n. m.)         |
| Maďarsko            | 1014 m | 32 | Kékes               | 47°52′21″ s. š., 20°00′34″ v. d. | Mátra                                                                  |
| San Marino          | 0756 m | 33 | Monte Titano        | 43°55′42″ s. š., 12°27′08″ v. d. | Apeniny                                                                |
| Belgie              | 0694 m | 34 | Signal de Botrange  | 50°30′06″ s. š., 6°05′35″ v. d.  | Ardeny                                                                 |
| Lucembursko         | 0560 m | 35 | Kneiff              | 50°09′27″ s. š., 6°02′13″ v. d.  | Ardeny                                                                 |
| Moldavsko           | 0430 m | 36 | Dealul Bălănești    | 47°13′04″ s. š., 28°05′30″ v. d. | Volyňsko-podolská vyvýšenina                                           |
| Bělorusko           | 0345 m | 37 | Dzjaržynskaja hara  | 53°51′00″ s. š., 27°04′00″ v. d. | Běloruská pahorkatina                                                  |
| Nizozemsko          | 0322 m | 38 | Vaalserberg         | 50°45′17″ s. š., 6°01′15″ v. d.  | Ardeny, nejvyšší hora Saby je Mount Scenery (887 m n. m.)              |
| Estonsko            | 0318 m | 39 | Suur Munamägi       | 57°42′51″ s. š., 27°03′43″ v. d. | Haanijská vysočina                                                     |
| Lotyšsko            | 0312 m | 40 | Gaiziņkalns         | 56°52′13″ s. š., 25°57′34″ v. d. | Vidzemské vrchy                                                        |
| Litva               | 0294 m | 41 | Aukštojas           | 54°31′46″ s. š., 25°38′04″ v. d. | Běloruská pahorkatina                                                  |
| Malta               | 0253 m | 42 | Ta' Dmejrek         | 35°50′45″ s. š., 14°23′47″ v. d. | Dingli Cliffs                                                          |
| Dánsko              | 0171 m | 43 | Møllehøj            | 55°58′38″ s. š., 9°49′34″ v. d.  | nejvyšší hora Grónska je Gunnbjørn (3694 m)                            |
| Monako              | 0161 m | 44 | Chemin des Révoires | 43°43′58″ s. š., 7°24′45″ v. d.  | Alpy, cesta na svahu francouzské hory Mont Agel (1148 m n. m.)         |
| Vatikán             | 0075 m | 45 | Vatikánské zahrady  | 41°54′10″ s. š., 12°27′00″ v. d. | nejde o horu                                                           |

## Zajímavosti
Do české knihy rekordů byl zapsán 31. října 2015 (poté co 11. srpna 2015 zdolal horu Zla Kolata.) Ing. Ján Schürger, jako první Čech, který zdolal všechny vrcholy jednotlivých evropských zemí. 